# Zapatalite
La zapatalite è un minerale. Prende il nome da Emiliano Zapata.

## Origine e giacitura
Si trova in giacimenti idrotermali, nelle zone ossidate.